# Dicranomyia neorepanda
Dicranomyia neorepanda är en tvåvingeart som först beskrevs av Alexander 1964.  Dicranomyia neorepanda ingår i släktet Dicranomyia och familjen småharkrankar.
Artens utbredningsområde är Ecuador. Inga underarter finns listade i Catalogue of Life.